# Pelidnota alliacea
Pelidnota alliacea är en skalbaggsart som beskrevs av Ernst Friedrich Germar 1824. Pelidnota alliacea ingår i släktet Pelidnota och familjen Rutelidae. Inga underarter finns listade i Catalogue of Life.